# Pays-d'hérault
Le pays-d'hérault, appelé vin de pays de l'Hérault jusqu'en 2009, est un vin français d'indication géographique protégée départementale produit sur l'ensemble du vignoble du département de l'Hérault.

## Histoire
Les vins de pays sont créés par le décret du 13 septembre 1968, en distinguant des vins de pays de département et des vins de pays de zone (le plus souvent plus petite qu'un département). Le zonage concerne l'ensemble de la surface d'une unité administrative (commune, canton ou département), et non des parcelles (comme c'est le cas pour les AOC).
À partir du décret d'octobre 1987, un troisième type de vins de pays est créé : le vin de pays à dénomination régionale, correspondant à un vaste bassin de production.
Le dernier décret concernant les vins de pays de département est celui du 1er septembre 2000, modifié huit fois depuis, qui fixe les conditions de production.
Depuis le 1er août 2009 tous les vins de pays ont changé de statut en devenant des indications géographiques protégées (IGP) reconnu au niveau européen. L'IGP peut être complétée par le nom des unités géographiques plus petites suivantes (IGP de zone) :
- Bérange
- Bénovie
- Pays de Bessan
- Cassan
- Pays de Caux
- Cessenon
- Collines de la Moure
- Coteaux de Bessilles
- Coteaux de Fontcaude
- Coteaux de Laurens
- Coteaux de Murviel
- Coteaux du Salagou
- Côtes du Brian
- Côtes du Ceressou
- Mont Baudile
- Monts de la Grage

## Situation géographique

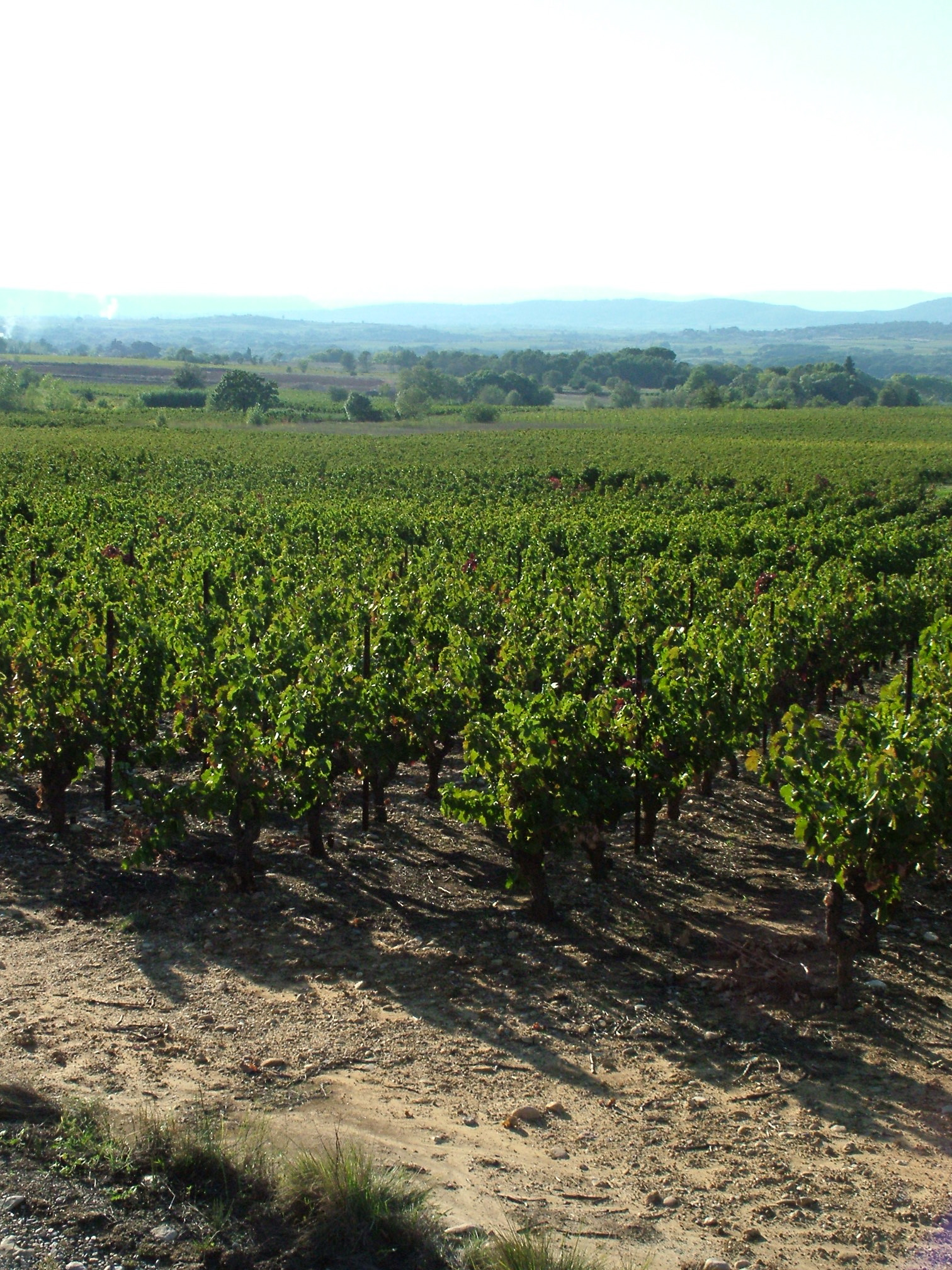
Vignoble à Aniane

Aire de production : Abeilhan, Adissan, Agde, Agel, Agonès, Aigne, Aigues-Vives, (Les) Aires, Alignan-du-Vent, Aniane, Arboras, Argelliers, Aspiran, Assas, Assignan, Aumelas, Aumes, Autignac, Avène, Azillanet, Babeau-Bouldoux, Baillargues, Balaruc-le-Vieux, Balaruc-les-Bains, Bassan, Beaufort, Beaulieu, Bédarieux, Bélarga, Berlou, Bessan, Béziers, Boisseron, Boisset, (La) Boissière, (Le) Bosc, Boujan-sur-Libron, (Le) Bousquet-d'Orb, Bouzigues, Brenas, Brignac, Brissac, Buzignargues, Cabrerolles, Cabrières, Cambon-et-Salvergues, Campagnan, Campagne, Camplong, Candillargues, Canet, Capestang, Carlencas-et-Levas, Cassagnoles, Castanet-le-Haut, Castelnau-de-Guers, Castelnau-le-Lez, Castries, (La) Caunette, Causse-de-la-Selle, Causses-et-Veyran, Caussiniojouls, Caux, (Le) Caylar, Cazedarnes, Cazevieille, Cazilhac, Cazouls-d'Hérault, Cazouls-lès-Béziers, Cébazan, Ceilhes-et-Rocozels, Celles, Cers, Cessenon-sur-Orb, Cesseras, Ceyras, Clapiers, Claret, Clermont-l'Hérault, Colombières-sur-Orb, Colombiers, Combaillaux, Combes, Corneilhan, Coulobres, Courniou, Cournonsec, Cournonterral, Creissan, (Le) Crès, (Le) Cros, Cruzy, Dio-et-Valquières, Espondeilhan, Fabrègues, Faugères, Félines-Minervois, Ferrals-les-Montagnes, Ferrières-les-Verreries, Ferrières-Poussarou, Florensac, Fontanès, Fontès, Fos, Fouzilhon, Fozières, Fraisse-sur-Agout, Frontignan, Gabian, Galargues, Ganges, Garrigues, Gigean, Gignac, Gorniès, Grabels, Graissessac, (La) Grande-Motte, Guzargues, Hérépian, Jacou, Joncels, Jonquières, Juvignac, Lacoste, Lagamas, Lamalou-les-Bains, Lansargues, Laroque, Lattes, Laurens, Lauret, Lauroux, Lavalette, Lavérune, Lespignan, Lézignan-la-Cèbe, Liausson, Lieuran-Cabrières, Lieuran-lès-Béziers, Lignan-sur-Orb , (La) Livinière, Lodève, Loupian, Lunas, Lunel, Lunel-Viel, Magalas, Maraussan, Margon, Marseillan, Marsillargues, Mas-de-Londres , (Les) Matelles, Mauguio, Maureilhan, Mérifons, Mèze, Minerve, Mireval, Mons, Montady, Montagnac, Montarnaud, Montaud, Montbazin, Montblanc, Montels, Montesquieu, Montferrier-sur-Lez, Montouliers, Montoulieu, Montpellier, Montpeyroux, Moulès-et-Baucels, Mourèze, Mudaison, Murles, Murviel-lès-Béziers, Murviel-lès-Montpellier, Nébian, Neffiès, Nézignan-l'Évêque, Nissan-lez-Enserune, Nizas, Notre-Dame-de-Londres, Octon, Olargues, Olmet-et-Villecun, Olonzac, Oupia, Pailhès, Palavas-les-Flots, Pardailhan, Paulhan, Pégairolles-de-Buèges, Pégairolles-de-l'Escalette, Péret, Pérols, Pézenas, Pézènes-les-Mines, Pierrerue, Pignan, Pinet, Plaissan , (Les) Plans, Poilhes, Pomérols, Popian, Portiragnes , (Le) Pouget , (Le) Poujol-sur-Orb, Poujols, Poussan, Pouzolles, Pouzols , (Le) Pradal, Prades-le-Lez, Prades-sur-Vernazobre, Prémian , (Le) Puech, Puéchabon, Puilacher, Puimisson, Puissalicon, Puisserguier, Quarante, Restinclières, Rieussec, Riols , (Les) Rives, Romiguières, Roquebrun, Roqueredonde, Roquessels, Rosis, Rouet, Roujan, Saint-André-de-Buèges, Saint-André-de-Sangonis, Saint-Aunès, Saint-Bauzille-de-la-Sylve, Saint-Bauzille-de-Montmel, Saint-Bauzille-de-Putois, Saint-Brès, Saint-Chinian, Saint-Christol, Saint-Clément-de-Rivière, Saint-Drézéry, Saint-Étienne-d'Albagnan, Saint-Étienne-de-Gourgas, Saint-Étienne-Estréchoux, Saint-Félix-de-l'Héras, Saint-Félix-de-Lodez, Saint-Gély-du-Fesc, Saint-Geniès-de-Fontedit, Saint-Geniès-de-Varensal, Saint-Geniès-des-Mourgues, Saint-Georges-d'Orques, Saint-Gervais-sur-Mare, Saint-Guilhem-le-Désert, Saint-Guiraud, Saint-Hilaire-de-Beauvoir, Saint-Jean-de-Buèges, Saint-Jean-de-Cornies, Saint-Jean-de-Cuculles, Saint-Jean-de-Fos, Saint-Jean-de-la-Blaquière, Saint-Jean-de-Minervois, Saint-Jean-de-Védas, Saint-Julien, Saint-Just, Saint-Martin-de-l'Arçon, Saint-Martin-de-Londres, Saint-Martin-des-Combes, Saint-Mathieu-de-Tréviers, Saint-Maurice-Navacelles, Saint-Michel, Saint-Nazaire-de-Ladarez, Saint-Nazaire-de-Pézan, Saint-Pargoire, Saint-Paul-et-Valmalle, Saint-Pierre-de-la-Fage, Saint-Pons-de-Mauchiens, Saint-Pons-de-Thomières, Saint-Privat, Saint-Saturnin-de-Lucian, Saint-Sériès, Saint-Thibéry, Saint-Vincent-d'Olargues, Saint-Vincent-de-Barbeyrargues, Sainte-Croix-de-Quintillargues, Salasc , (La) Salvetat-sur-Agout, Saturargues, Saussan, Saussines, Sauteyrargues, Sauvian, Sérignan, Servian, Sète, Siran, Sorbs, Soubès , (Le) Soulié, Soumont, Sussargues, Taussac-la-Billière, Teyran, Thézan-lès-Béziers , (La) Tour-sur-Orb, Tourbes, Tressan , (Le) Triadou, Usclas-d'Hérault, Usclas-du-Bosc, (La) Vacquerie-et-Saint-Martin-de-Castries, Vacquières, Vailhan, Vailhauquès, Valergues, Valflaunès, Valmascle, Valras-Plage, Valros, Vélieux, Vendargues, Vendémian, Vendres, Vérargues, Verreries-de-Moussans, Vias, Vic-la-Gardiole, Vieussan, Villemagne-l'Argentière, Villeneuve-lès-Béziers, Villeneuve-lès-Maguelone, Villeneuvette, Villespassans, Villetelle, Villeveyrac, Viols-en-Laval et Viols-le-Fort.

## Vignoble

### Vinification
C'est l'ensemble des opérations nécessaires à la transformation du moût (nom du jus de raisin) et à l'élaboration du vin. Certaines de ces opérations sont nécessaires, telle la fermentation alcoolique, et d'autres permettent d'affiner le profil du vin, tant au niveau aromatique (olfactif) que gustatif (goûts).

#### Vinification en rouge
La vinification en rouge consiste à faire un pressurage après que la fermentation est commencée. Pendant toute cette phase, le moût est en contact avec les matières solides de la vendange. Celles-ci sont très riches en tanins, matières colorantes, odorantes, minérales et azotées. Ces substances vont alors se dissoudre plus ou moins dans le moût et se retrouver dans le vin. 
C'est la cuvaison pendant laquelle les sucres se transforment en alcool (fermentation alcoolique) et le jus se voit enrichi par les composants du moût. Plus la macération est longue, plus la coloration du vin sera intense. Se disolvent également les tanins, leur taux sera aussi fonction du temps de la cuvaison. Plus elle sera longue, plus les vins seront aptes à vieillir. Durant cette phase, se produit une forte élévation de la température. Celle-ci est de plus en plus contrôlée par la technique de maîtrise des températures.

#### Vinification en blanc
Dans la vinification en blanc la fermentation se déroule en dehors de tout contact avec les parties solides de la vendange (pépins, peaux du raisin, rafles). Ce qui explique que l'on peut faire indifféremment du blanc à partir de cépages blancs et rouges. Le but de cette vinification est de faire ressortir le maximum des arômes contenus d'abord dans le raisin, ensuite en cours de fermentation, enfin lors du vieillissement. 
L'extraction du jus et sa séparation des parties solides peuvent être précédés par un éraflage, un foulage et un égouttage, pour passer ensuite au pressurage. Mais ces phases sont évitées par nombre de vinificateurs pour éviter l'augmentation des bourbes. Le choix se porte sur une extraction progressive du jus puis un débourbage qui permet d'éliminer toute particule en suspension. Là aussi, encore plus que pour une vinification en rouge, s'impose la maîtrise des températures lors de la fermentation alcoolique. Elle se déroule entre 18 et 20 °C et dure entre 8 et 30 jours selon le type de vin désiré.

#### Vinification en rosé
La vinification en rosé se produit par mécération, limitée dans le temps, de cépages à pellicule noire avec possible ajout de cépages blancs. Le vin rosé n'a pas de définition légale. Mais ses techniques de vinification sont très strictes et n'autorisent en rien en Europe le mélange de vin rouge et blanc. La première se fait par saignée. C'est le jus qui s'égoutte sous le poids de la vendange - entre 20 et 25 % - et qui va macérer durant 3 à 24 heures. La seconde est le pressurage. Une vendange bien mûre pourra colorer le jus et sa vinification se fait en blanc. La troisième méthode implique une courte macération à froid. Puis sont assemblés jus de goutte (première méthode) et jus de presse (seconde méthode). Obtenu par ses trois types de vinification, où la maîtrise des températures est une nécessité, un vin rosé a une robe qui s'apparente à celle d'un vin rouge très clair, plus le fruit et la fraîcheur des vins blancs.

### Type de vin et gastronomie

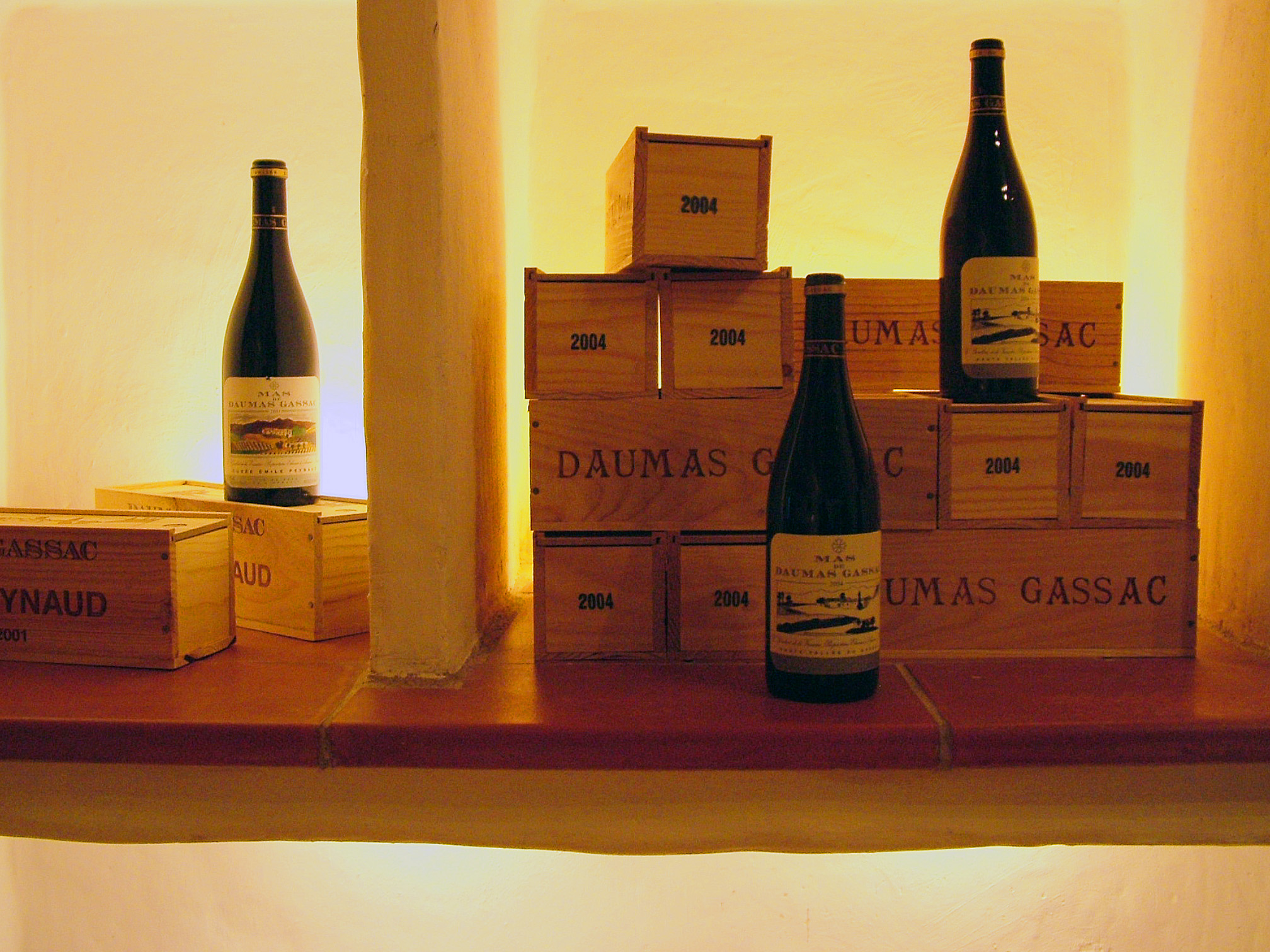
Vin rouge du Mas de Daumas Gassac.
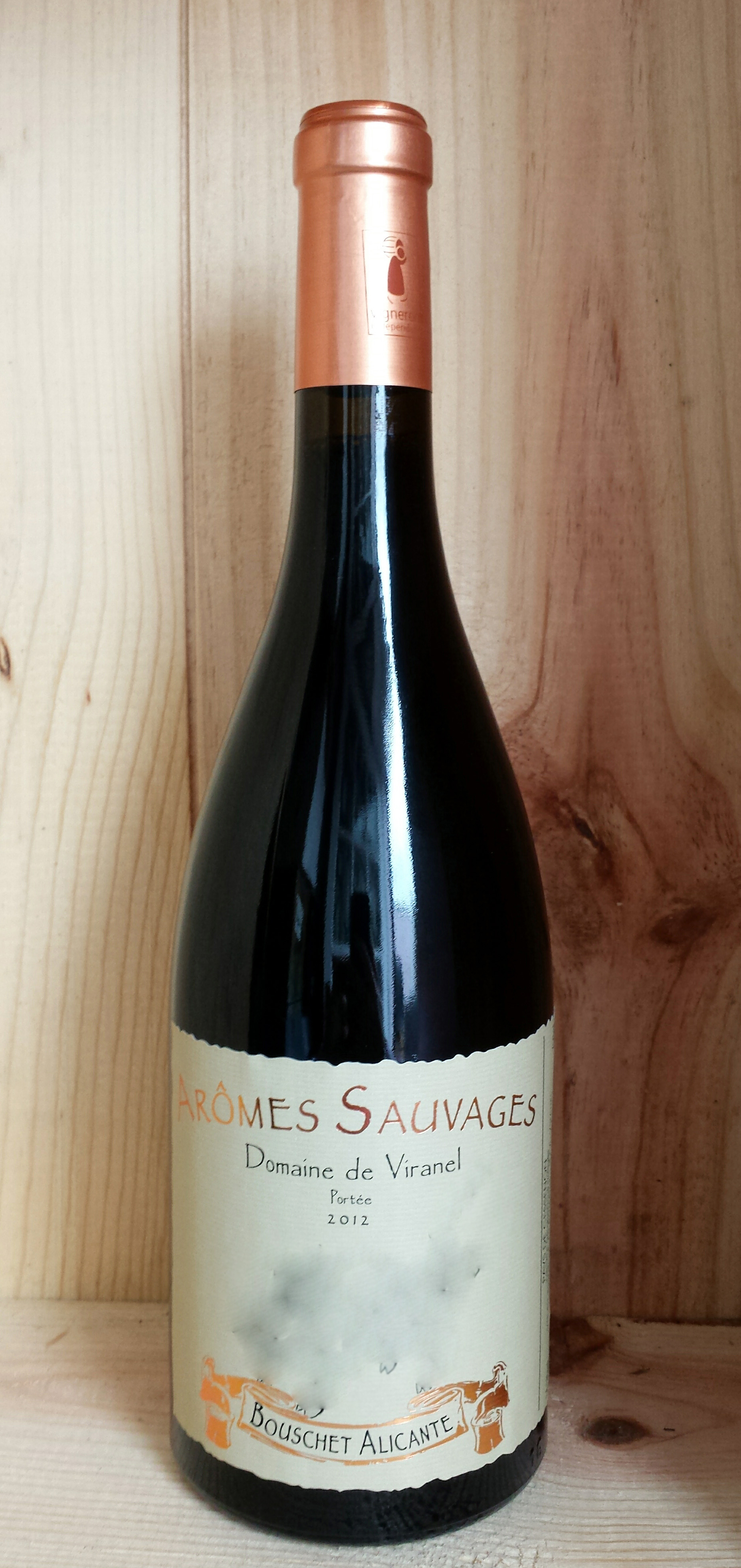
IGP Pays d'Hérault - Cessenon, Domaine de Viranel, Arômes Sauvages.
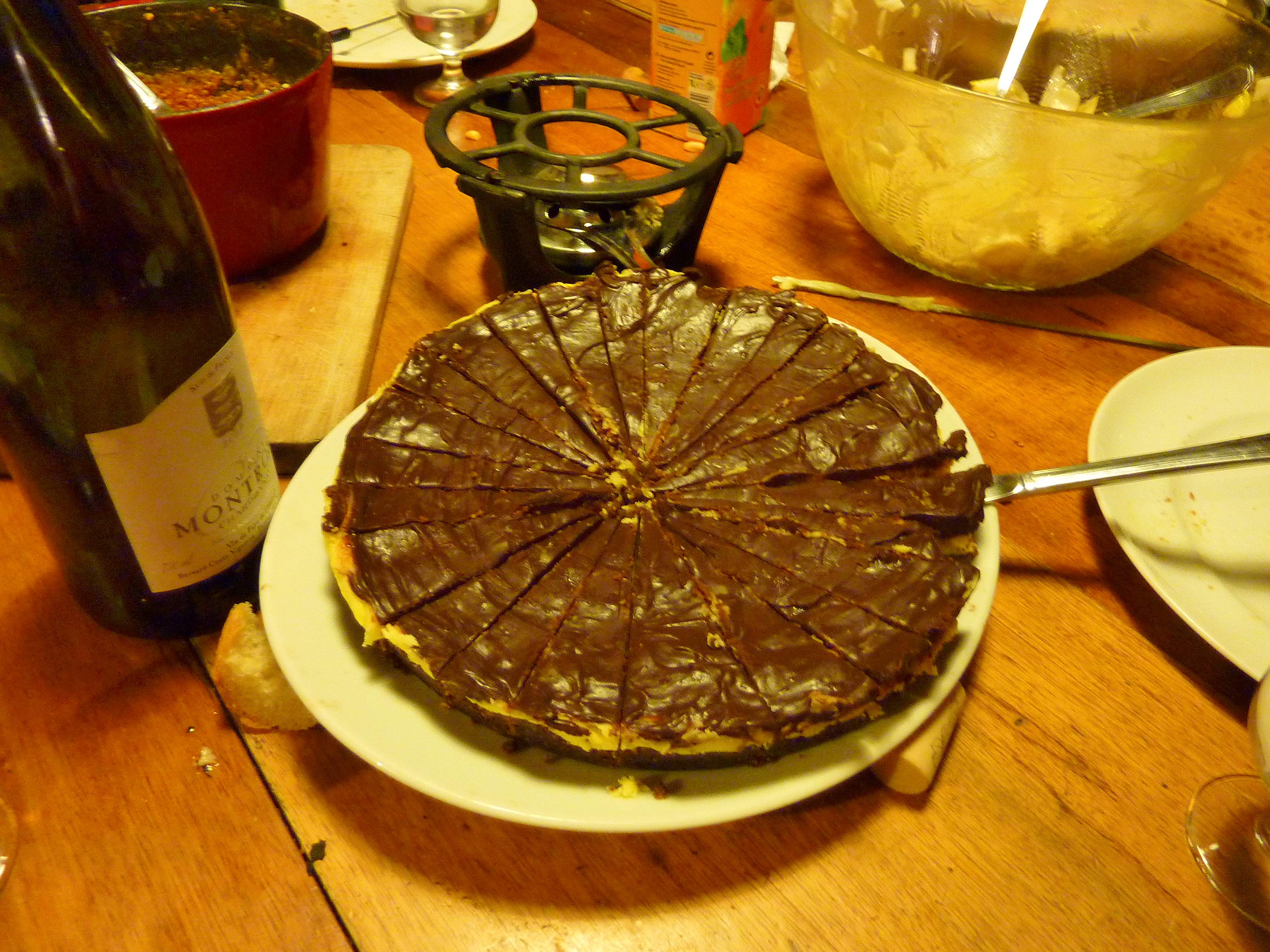
Domaine Montrose, vin de pays de l'Hérault et fondue au chocolat.